# 알렉스 페차로만
알렉산더 "알렉스" 페차로만 에이사기레(스페인어: Alexander "Álex" Petxarroman Eizaguirre, 1997년 2월 6일, 바스크 주 산 세바스티안 ~)는 스페인의 프로 축구 선수로, 현재 안도라에서 활약하고 있다. 포지션은 우측 수비수이다.

## 클럽 경력

### 레알 소시에다드
페차로만은 바스크 주 기푸스코아 도 산 세바스티안 출신으로, 2010년에 안티구오코에서 레알 소시에다드의 유소년부에 합류했다. 그는 2015년 7월에 연계 구단인 베리오로 승격해 그 시즌 테르세라 디비시온에서 성인 무대 신고식을 치렀다.
2017년 8월 9일, 3군(베리오가 이후 구단의 조직에 완전히 합병되었다)에서 1년을 보낸 페차로만은 세군다 디비시온 B의 게르니카로 1년 동안 임대되었다. 2018년 7월에 복귀한 그는 3부 리그의 레알 소시에다드 2군에 배정되었다.
페차로만은 2019-20 시즌 대부분을 2019년 10월에 당한 무릎 부상으로 빠졌다. 그는 2020-21 시즌에 2군의 주축 선수이자 주장으로 활약하며 플레이오프전 포함 20경기에 출전해 2골도 넣으며 산세의 59년 만의 세군다 디비시온 승격을 이룩했다.
2021년 6월 3일, 페차로만은 레알 소시에다드와의 계약 협상이 결렬되면서 11년 만에 구단을 떠나게 되었다.

### 아틀레틱 빌바오
2021년 7월 1일, 페차로만은 라 리가의 아틀레틱 빌바오와 3년 계약을 맺었다. 같은 해 10월 31일, 그는 1-1로 비긴 친정 레알 소시에다드와의 원정 경기에서 오스카르 데 마르코스와 막판에 교체되어 들어가 프로 무대 첫 발을 떼었다.

## 경력 합계

### 클럽
2021년 10월 31일
| 구단              | 시즌      | 리그              | 리그 | 리그 | 컵   | 컵 | 대륙 | 대륙 | 기타 | 기타 | 합계 | 합계 |
| 구단              | 시즌      | 리그명            | 출장 | 골   | 출장 | 골 | 출장 | 골   | 출장 | 골   | 출장 | 골   |
| ----------------- | --------- | ----------------- | ---- | ---- | ---- | -- | ---- | ---- | ---- | ---- | ---- | ---- |
| 레알 소시에다드 C | 2015–16   | 테르세라 디비시온 | 27   | 1    | —    | —  | —    | —    | —    | —    | 27   | 1    |
| 레알 소시에다드 C | 2016–17   | 테르세라 디비시온 | 23   | 0    | —    | —  | —    | —    | —    | —    | 23   | 0    |
| 레알 소시에다드 C | 합계      | 합계              | 50   | 1    | —    | —  | —    | —    | —    | —    | 50   | 1    |
| 게르니카          | 2017–18   | 세군다 디비시온 B | 13   | 1    | —    | —  | —    | —    | —    | —    | 13   | 1    |
| 레알 소시에다드 B | 2018–19   | 세군다 디비시온 B | 33   | 0    | —    | —  | —    | —    | —    | —    | 33   | 0    |
| 레알 소시에다드 B | 2019–20   | 세군다 디비시온 B | 6    | 1    | —    | —  | —    | —    | —    | —    | 6    | 1    |
| 레알 소시에다드 B | 2020–21   | 세군다 디비시온 B | 18   | 2    | —    | —  | —    | —    | 2    | 0    | 20   | 2    |
| 레알 소시에다드 B | 합계      | 합계              | 57   | 3    | —    | —  | —    | —    | 2    | 0    | 59   | 3    |
| 아틀레틱 빌바오   | 2021–22   | 라 리가           | 1    | 0    | 0    | 0  | 0    | 0    | —    | —    | 1    | 0    |
| 경력 합계         | 경력 합계 | 경력 합계         | 121  | 5    | 0    | 0  | 0    | 0    | 2    | 0    | 123  | 5    |

1. ↑  승격 플레이오프전 출전 경기 기록 포함